# 北海道道45号恵庭栗山線
北海道道45号恵庭栗山線（ほっかいどうどう45ごう えにわくりやません）は、北海道恵庭市より夕張郡栗山町に至る道道（主要地方道）である。

## 概要

### 路線データ
- 起点：北海道恵庭市住吉町2丁目（北海道道46号江別恵庭線交点）
- 終点：北海道夕張郡栗山町桜丘2丁目（国道234号交点）
- 総延長：28.821 km[1]
- 実延長：23.609 km[1]
- 重用延長：5.212 km[1]

## 歴史
- 1957年（昭和32年）7月25日 - 212号栗山恵庭線として路線認定[2]。
- 1982年（昭和57年）4月1日 - 路線名を恵庭栗山線に改め、起点と終点を入れ替え[3]。
- 1993年（平成5年）5月11日 - 建設省から、道道恵庭栗山線が恵庭栗山線として主要地方道に指定される[4]。
- 1994年（平成6年）10月1日 - 路線番号変更[5]。
- 2002年（平成14年）6月28日 - JR恵庭駅近くに跨線橋が完成し、起点を恵庭市戸磯から現在地に変更[要出典]。

## 路線状況

### 重複区間
- 国道337号：長沼町東2線南6号 - 長沼町銀座北1丁目
- 北海道道1080号栗山北広島線：長沼町東2線北14号 - 栗山町桜丘2丁目
- 北海道道874号朝日桜丘線：栗山町中央1丁目 - 栗山町桜丘2丁目

### 道路施設
主な橋梁
- 舞鶴橋（千歳川）= 恵庭市漁太 - 長沼町東2線南11号
- 馬追橋（夕張川）= 長沼町東6線北17号 - 栗山町錦2丁目
- 公園橋（雨煙別川 = 夕張川支流）= 栗山町中央1丁目 - 栗山町桜丘2丁目

## 地理

### 通過する自治体
- 石狩振興局
  - 恵庭市
- 空知総合振興局
  - 夕張郡
    - 長沼町
    - 栗山町

### 交差する道路
恵庭市
- 北海道道46号江別恵庭線 - 住吉町2丁目（起点）
- 国道36号（恵庭バイパス） - 戸磯
- 北海道道600号島松千歳線 - 中央

長沼町
- 北海道道226号舞鶴追分線 - 東2線南11号
- 国道274号 - 東2線南6号
- 国道337号 - 東2線南6号
- 北海道道1008号夕張長沼線 - 東2線南
- 国道337号 - 銀座北1丁目
- 北海道道3号札幌夕張線 - 銀座北1丁目
- 北海道道1009号長沼南幌線 - 東2線北8号
- 北海道道694号北長沼由仁線 - 東2線北14号
- 北海道道1080号栗山北広島線 - 東2線北14号

栗山町
- 北海道道874号朝日桜丘線 - 中央1丁目
- 国道234号 - 桜丘2丁目（終点）

### 沿線にある施設など
恵庭市
- とんでん恵庭店・恵庭工場
- 恵庭市立松恵小学校

長沼町
- JAながぬま
- 長沼町立長沼小学校

栗山町
- 小林酒造
- 谷田製菓